# Книга (геральдика)
Книга — у геральдиці негеральдична фігура символізує науку, священне писання.

## Опис
Опис на гербі має повідомити, чи зображена книга розгорнута, чи згорнута. Добре відома розгорнута книга з левом святого Марка. Представлення в гербі різноманітне. Біблія, як книга книг, розгорнута в Лувені, в районі Зурсельва кантону Граубюнден у Швейцарії. З одного боку літера A означає початок, а геральдично ліва сторона показує Омегу як кінець.

## Символіка
У геральдиці книга символізує:
- Знання. Книга є джерелом знань, тому вона символізує розум, освіту та освіченість.
- Справедливість. Коли книга зображується з мечем або терезами, вона символізує справедливість і правосуддя.
- Священне писання. У християнській символіці книга може символізувати Біблію, а отже, віру та релігію, в Ісламі — Коран, в інших релігіях — їх священні книги.
- Книга може символізувати творчість, оскільки вона є джерелом натхнення.

Книга часто зустрічається в геральдиці як елемент щитів, нашоломників та інших геральдичних символів. Вона є символом багатьох знатних родів, міст та університетів.

## Приклади
- На багатьох новіших національних гербах зображено книгу, наприклад герби Анголи та Домініканської Республіки.
- На своєму гербі університети часто зображують одну або кілька книг.
- Сумкова книжка представляє особливу форму, як показано на логотипі та гербі Шотландського абатства у Відні, а також використовується на гербі віденського району Брайтенлі.

Біблія на гербі Лувена, Швейцарія
Коран на гербі Афганістану
Герб Анголи
Герб Буркіна-Фасо
Герб Домініканської Республіки
Герб Мозамбіку
Герб Венеційської республіки (Лев святого Марка з розкритою книгою)
Герб штату Мехіко
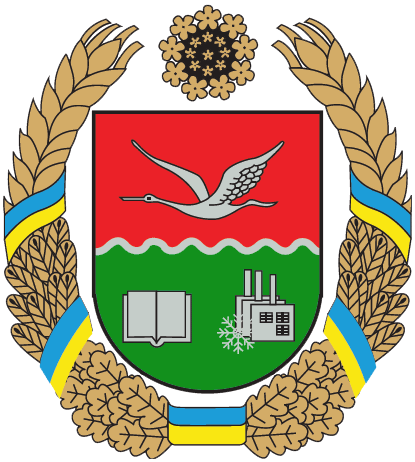
Герб Бородянського району
Герб Ломжинського повіту
Біблія в гербі Злінського краю
Герб Блекендорфа
Герб Блезвіца
Промовистий герб Бохума
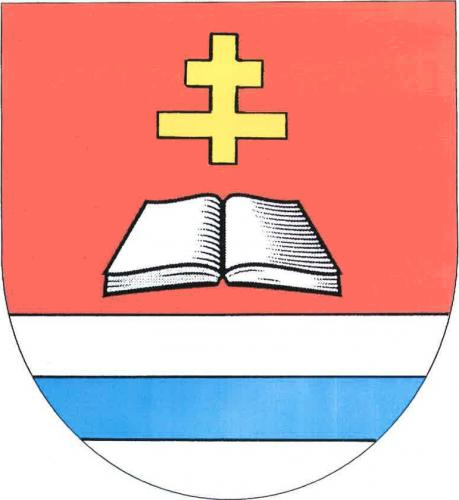
Герб Богунів-над-Кретинкою
Герб Горні Чермна
Герб Боровніце-у-Джимрамова
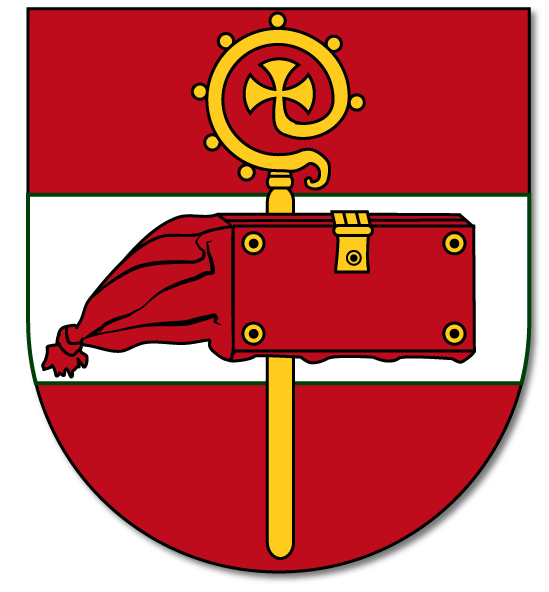
Герб віденського району Брайтенлі
Октоїх у гербі Цетіньє
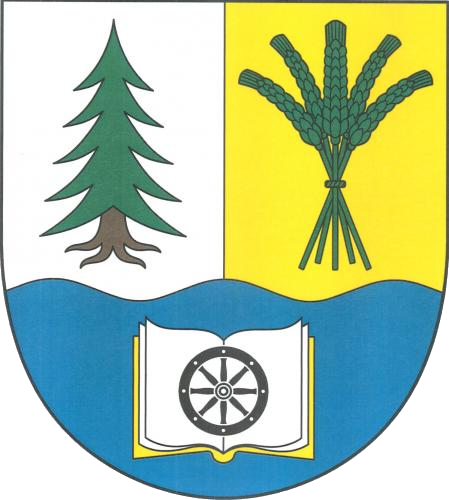
Герб Крастян у Тині над Влтавою
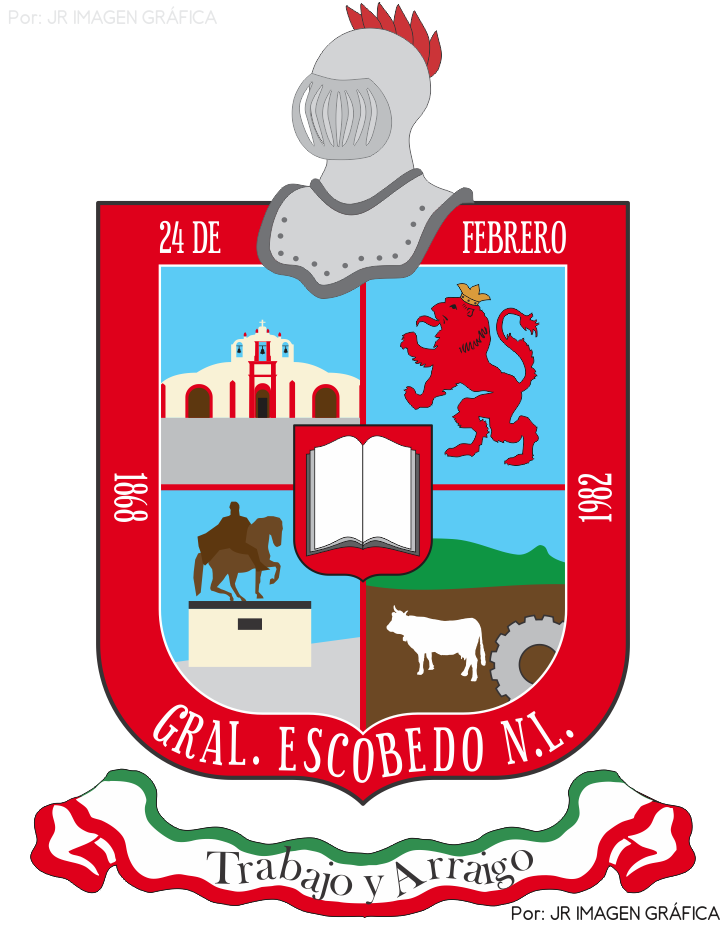
Герб Сьюдад-Хенераль-Ескобедо
Герб Габрово
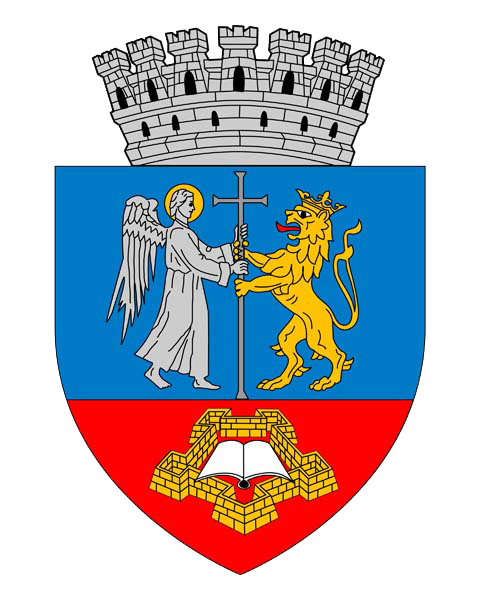
Герб Орадя
Герб Гена
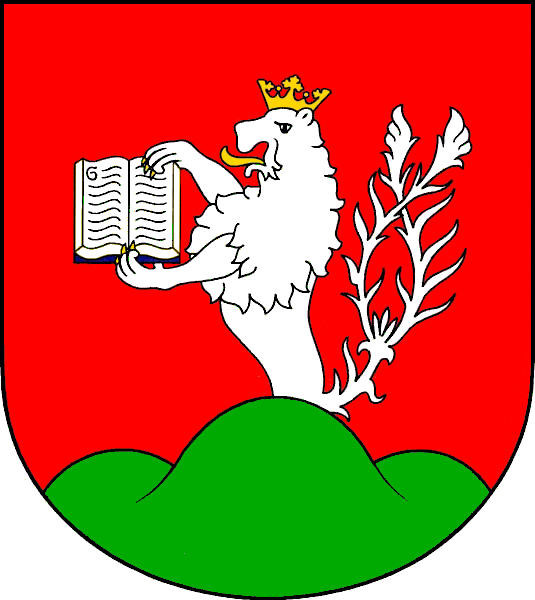
Герб Гудліце
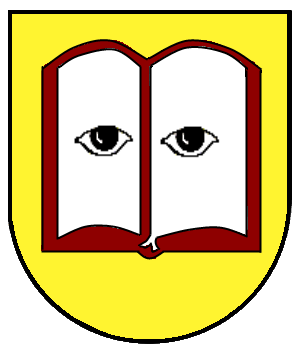
Герб Керкінгена
Герб Кобеле-Великі
Герб Ляйденборна
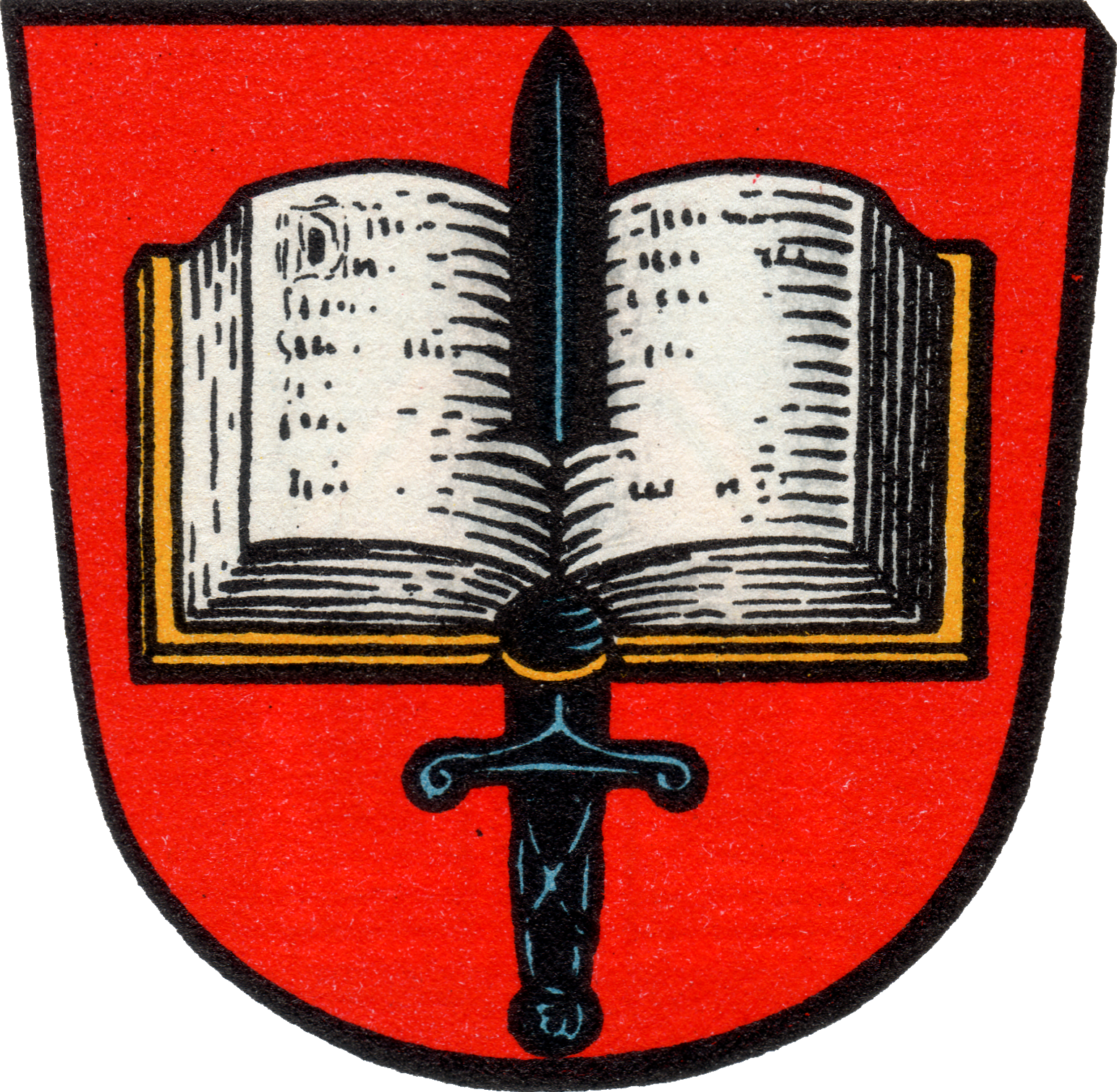
Герб Лорхгаузена
Герб Луцька
Герб Лежайська
Герб Алуксне
Герб Морашіце
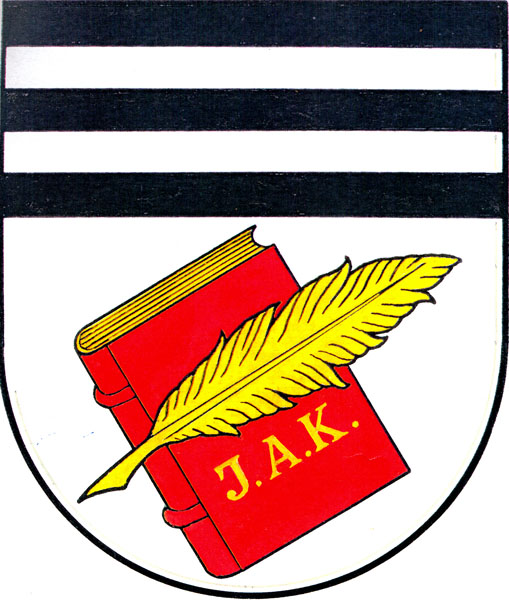
Герб Нівніце
Євангеліє на гербі Пермі
Герб Петропавлівки
Герб Жекуні
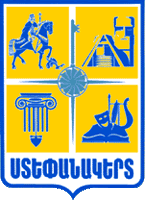
Герб Степанакерта
Герб Стежери
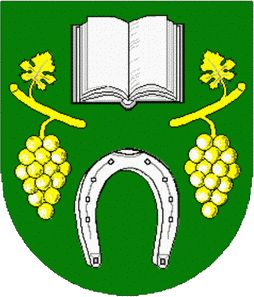
Герб Тешан
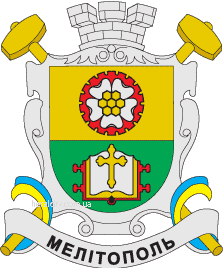
Герб Мелітополя
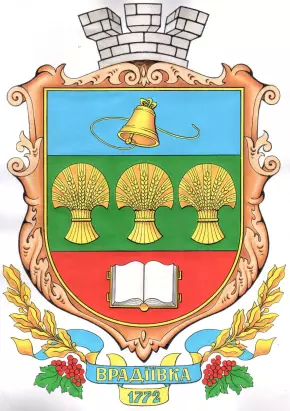
Герб Врадіївки
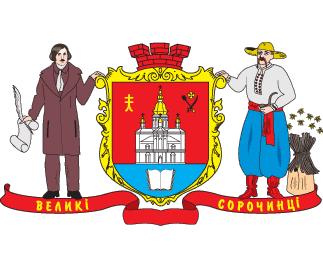
Герб Великих Сорочинців
Герб Кембриджського університету
Логотип Оксфордського університету
Логотип Національного університету «Острозька академія»

## Веб-посилання
- Buch (Heraldik) в Heraldik-Wiki